# Катастрофа Boeing 737 в Медане
Катастрофа Boeing 737 в Медане — крупная авиационная катастрофа, произошедшая в понедельник 5 сентября 2005 года. Авиалайнер Boeing 737-230 Advanced авиакомпании Mandala Airlines выполнял внутренний рейс RI091 по маршруту Медан—Джакарта, но при вылете из аэропорта Медана вследствие взлёта с убранными закрылками и предкрылками разбился в местном аэропорту. Аэропорт окружён очень плотной жилой застройкой, поэтому на земле погибло 44 человека. Все 5 членов экипажа и 95 из 112 пассажиров погибли (включая 3 детей). Выжили 17 пассажиров (в том числе 18-месячный ребёнок), большинство из выживших сидели в задней части салона. Общее число жертв — 149 человек.
Среди погибших — губернатор и экс-губернатор провинции Северная Суматра, которые направлялись в Джакарту на встречу с президентом страны.
Это третья по количеству жертв катастрофа в истории авиации Индонезии (после катастроф A300 под Меданом и падения A320 в Яванское море).

## Самолёт
Авиалайнер с регистрационным номером PK-RIM был выпущен в 1981 году и ранее принадлежал авиакомпании Lufthansa. В июне 2005 года самолёт прошёл всесторонний техосмотр и был признан годным к эксплуатации до 2013 года.

## Экипаж и пассажиры
| Страна    | Пассажиры | Экипаж | Всего |
| --------- | --------- | ------ | ----- |
| Индонезия | 108       | 5      | 113   |
| Китай     | 3         | 0      | 3     |
| Малайзия  | 1         | 0      | 1     |
| Всего     | 112       | 5      | 117   |

## Катастрофа
В 09:52 по местному времени экипаж рейса RI091 начал запуск двигателей, а в 09:56 самолёт вырулил на взлётно-посадочную полосу №23. В 10:02 пилоты получили разрешение служб УВД на взлёт с выдерживанием курса 120°. При выполнении взлёта авиалайнер выкатился за пределы полосы, разрушил несколько осевых огней ВПП, промчался по траве и столкнулся с постройками, после чего загорелся.
Большинство пассажиров рейса RI091 скончались от сильных травм и вследствие пожара. Двое пассажиров, которые находились в хвостовой части самолёта, — мать и ребёнок, почти не получили повреждений.

### Показания выживших пассажиров
Один из выживших пассажиров, Роади Ситэпу (англ. Rohadi Sitepu), который сидел в задней части авиалайнера, уже в больнице рассказал представителям телеканала Metro TV о катастрофе: «Я услышал мощный взрыв в передней части самолёта, затем начался пожар и лайнер упал». Ситэпу выбрался из разрушенного фюзеляжа и убежал от горящего самолёта, в котором прогремело ещё четыре взрыва.
Другой выживший пассажир, Фредди Исмаил (англ. Freddy Ismail), рассказал представителям Elshinta Radio, что перед падением самолёт трясло, а также был слышен сильный рёв двигателей.

## Расследование
Расследование катастрофы проводил Национальный комитет по вопросам транспортной безопасности Индонезии. Официальный отчёт был выпущен 1 января 2009 года. Согласно отчёту, к катастрофе привели ошибки экипажа:
- Взлёт выполнялся в неправильной конфигурации — с убранной механизацией крыла — закрылками и предкрылками. Ошибки пилотирования привели к тому, что авиалайнер при разгоне не смог набрать высоту и выкатился за пределы взлётно-посадочной полосы.
- Контрольный список был зачитан экипажем неправильно и пилоты не смогли своевременно устранить ошибки пилотирования при взлёте. Кроме того, при расшифровке записей бортового самописца не было слышно автоматических предупреждений бортового компьютера о том, что взлёт выполняется в неправильной конфигурации. Причины, по которым система предупреждения не сработала, остались неизвестными[2].

Сразу после катастрофы также рассматривалась версия о возможном перегрузе самолёта, так как на борт лайнера незаконно поместили около 2,7 тонн экзотических фруктов, однако следствие установило, что взлётная масса воздушного судна не превышала максимально допустимую.